# Friederike Brun

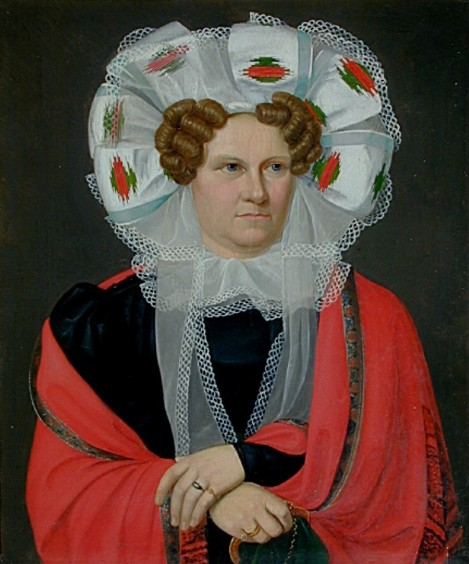
Friederike Brun, Porträt von Christoffer Wilhelm Eckersberg (1822)

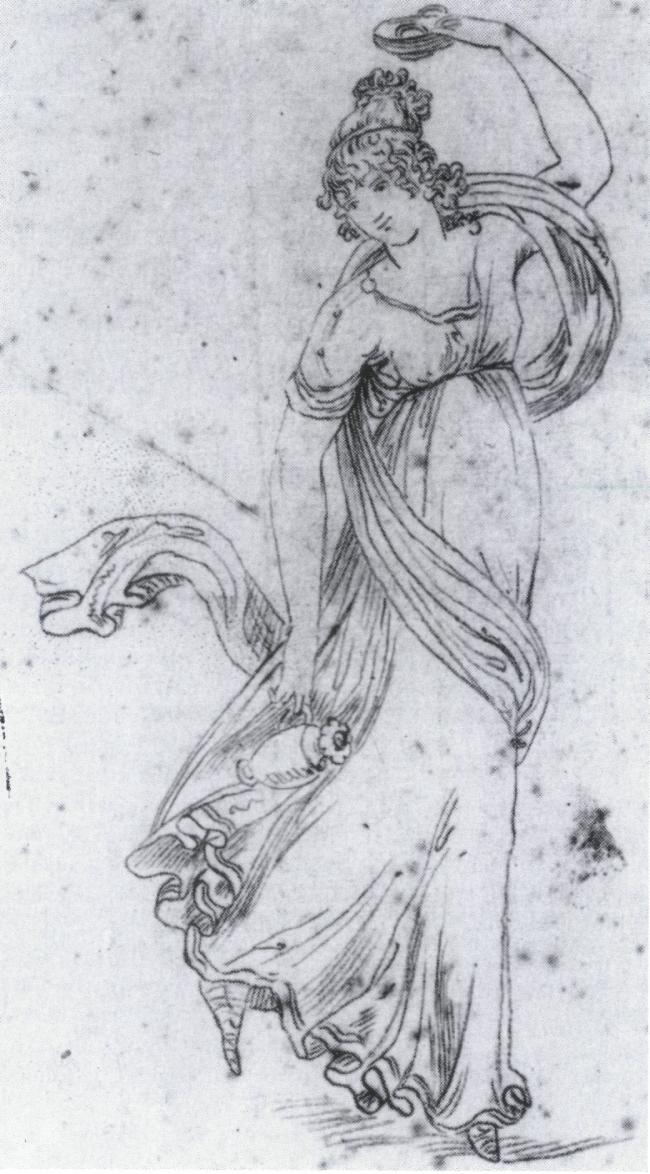
Christoph Heinrich Kniep: Ida Bruhn als Tänzerin (um 1815)

Friederike Brun (geborene Münter, vollständiger Name: Friederike Sophie Christiane Brun; * 3. Juni 1765 in Gräfentonna, Thüringen; † 25. März 1835 in Kopenhagen) war eine deutsche Schriftstellerin.

## Leben
Friederike Brun war die Tochter des Predigers Balthasar Münter und die Schwester des späteren Kopenhagener Bischofs Friedrich Münter. Im Alter von fünf Jahren kam sie mit ihrer Familie nach Kopenhagen. Dort wuchs sie auf und erfuhr auch ihre Ausbildung. Über ihren Vater lernte sie bald die Brüder Graf Christian zu Stolberg-Stolberg und Graf Friedrich Leopold zu Stolberg-Stolberg kennen. Mit 18 Jahren heiratete sie 1783 den dänischen Legationsrat Constantin Brun, der alsbald als Konsul nach Sankt Petersburg berufen wurde. Ein Jahr später kehrte das Ehepaar nach Kopenhagen zurück.
Fortan wurde sie auch Madame de Staël des Nordens genannt. In ihren beliebten Salons trat ihre jüngste Tochter Ida als Sängerin und Tänzerin auf.
Im sehr strengen Winter der Jahreswende 1788/1789 verlor Brun vollständig ihr Gehör und erlangte es auch nicht wieder. Neben ihren Aufgaben als Hausfrau und Mutter begann sie nun mit ihrem literarischen Schaffen. Ab 1790 erschienen ihre ersten Gedichte in verschiedenen Almanachen. Friedrich Schiller veröffentlichte ihre Gedichte An Sie und Zuversicht in seiner Zeitschrift Die Horen.
1791 reiste Brun mit ihrer Familie nach Genf und Paris, wo sie im März 1791 Johann Gaudenz von Salis-Seewis zusammentraf, und weiter nach Südfrankreich. 1795 bereiste sie mehrere Monate die Schweiz, wo sie wiederum von Salis traf, und Italien. In den Jahren 1801 bis 1810 waren die Länder Südeuropas ihre bevorzugten Reiseziele. Ab 1810 gab Brun ihre Reisen auf und wohnte nun abwechselnd in Kopenhagen und auf ihrem Landsitz Sophienholm. Sie starb am 25. März 1835 im Alter von fast 70 Jahren in Kopenhagen.

## Kinder
- Carl Friedrich Balthasar Brun (20. April 1784 – 14. November 1869), Gutsherr, Kammerherr und Hofjägermeister. Von ihm stammt die weitere deutsch-dänische Familie Brun bis zu dem dänischen Grönland-Politiker Eske Brun (1904–1987) ab.
- Charlotte Brun  (1788–1872) ⚭ (4. August 1809) August Wilhelm Pauli, Kaufmann und von 1814 bis 1848 hanseatischer Ministerresident in Kopenhagen[4]
- Augusta Brun (1790–1845) ⚭ (11. Oktober 1811) Gustav von Rennenkampff (1784–1869), deutsch-baltischer Gutsbesitzer[5][6]
- Adelaide Caroline Johanne Brun, genannt Ida (20. September 1792 – 23. November 1857) ⚭ Ludwig Philipp von Bombelles, Diplomat

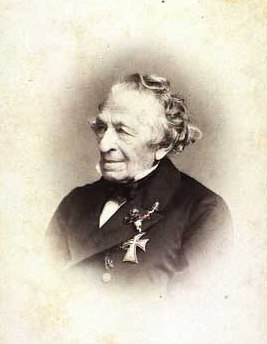
Carl Friedrich Balthasar Brun
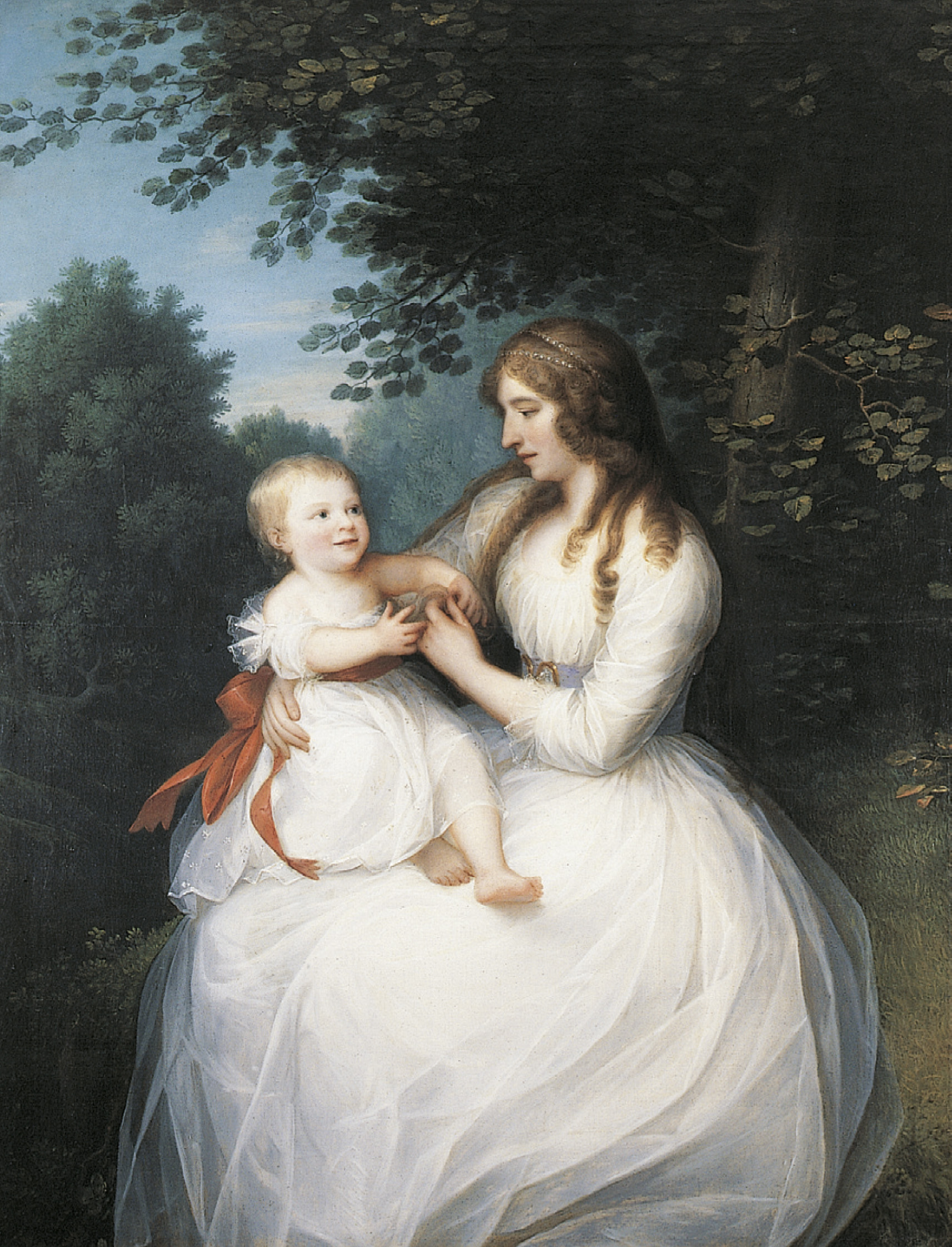
Friederike Brun mit Tochter Charlotte, Gemälde von Erik Pauelsen (1789)
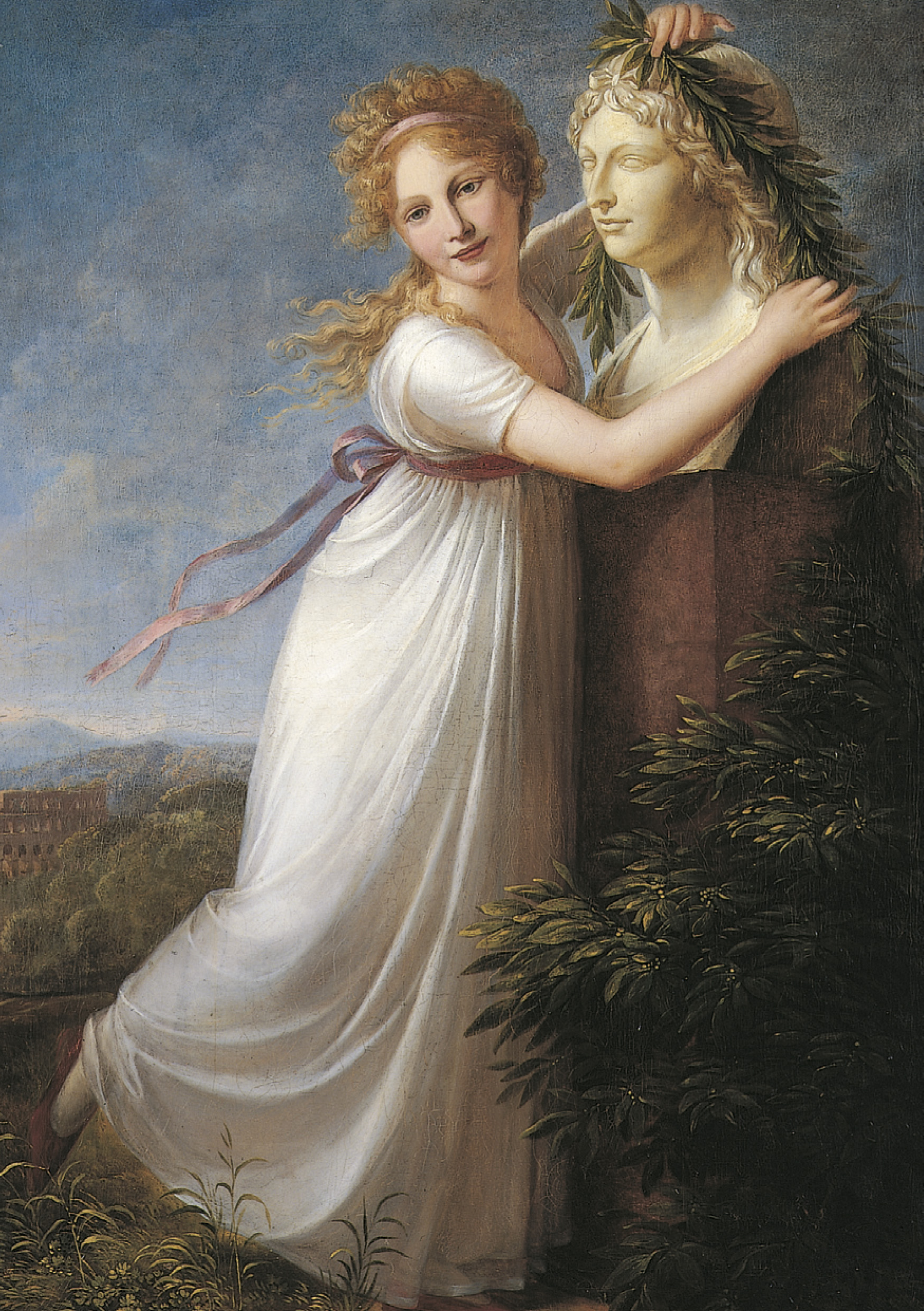
Ida Brun mit der Büste ihrer Mutter Friederike, Gemälde von Philipp Friedrich von Hetsch (1803)

## Werke (Auswahl)

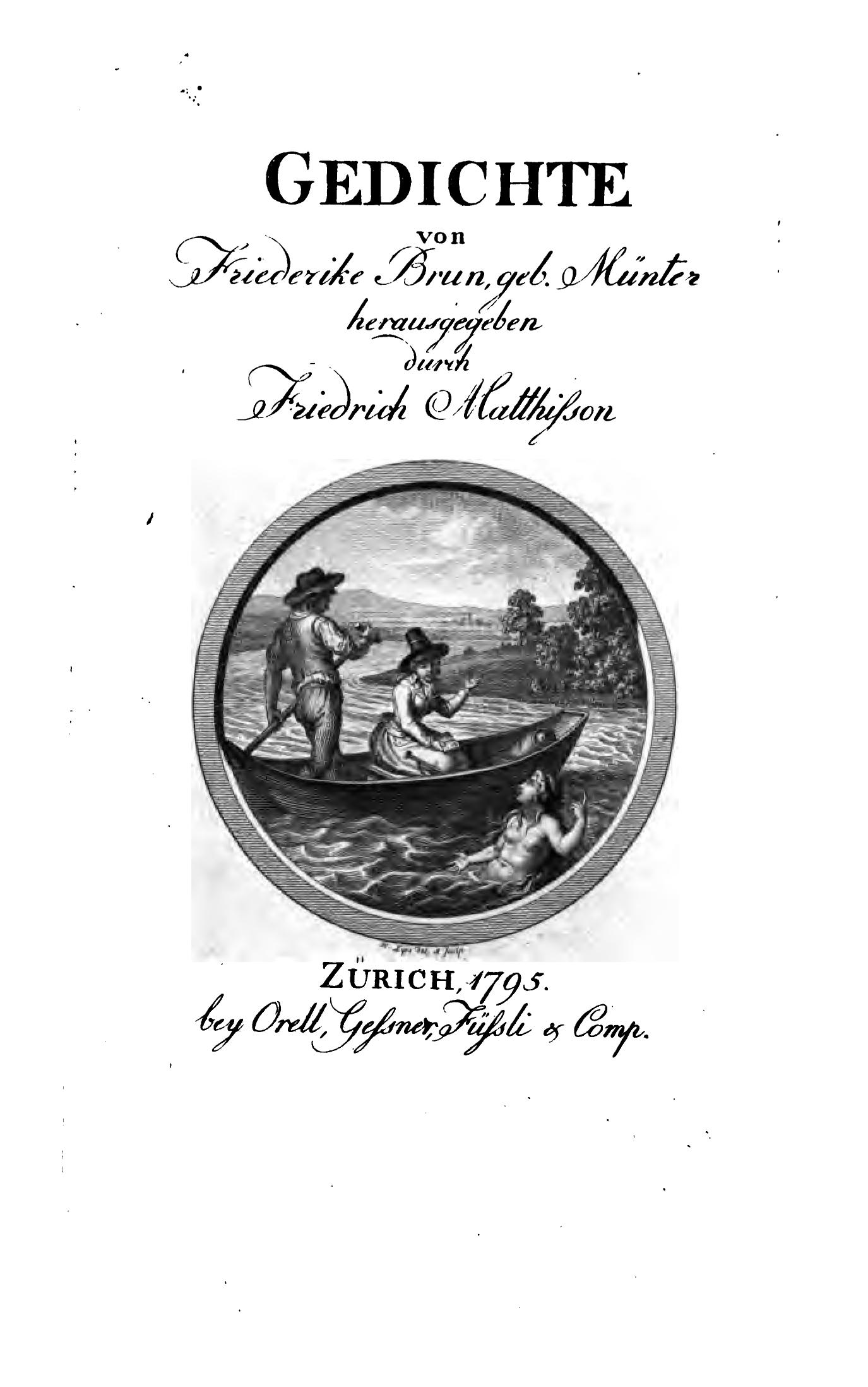
Titelblatt der Gedichte

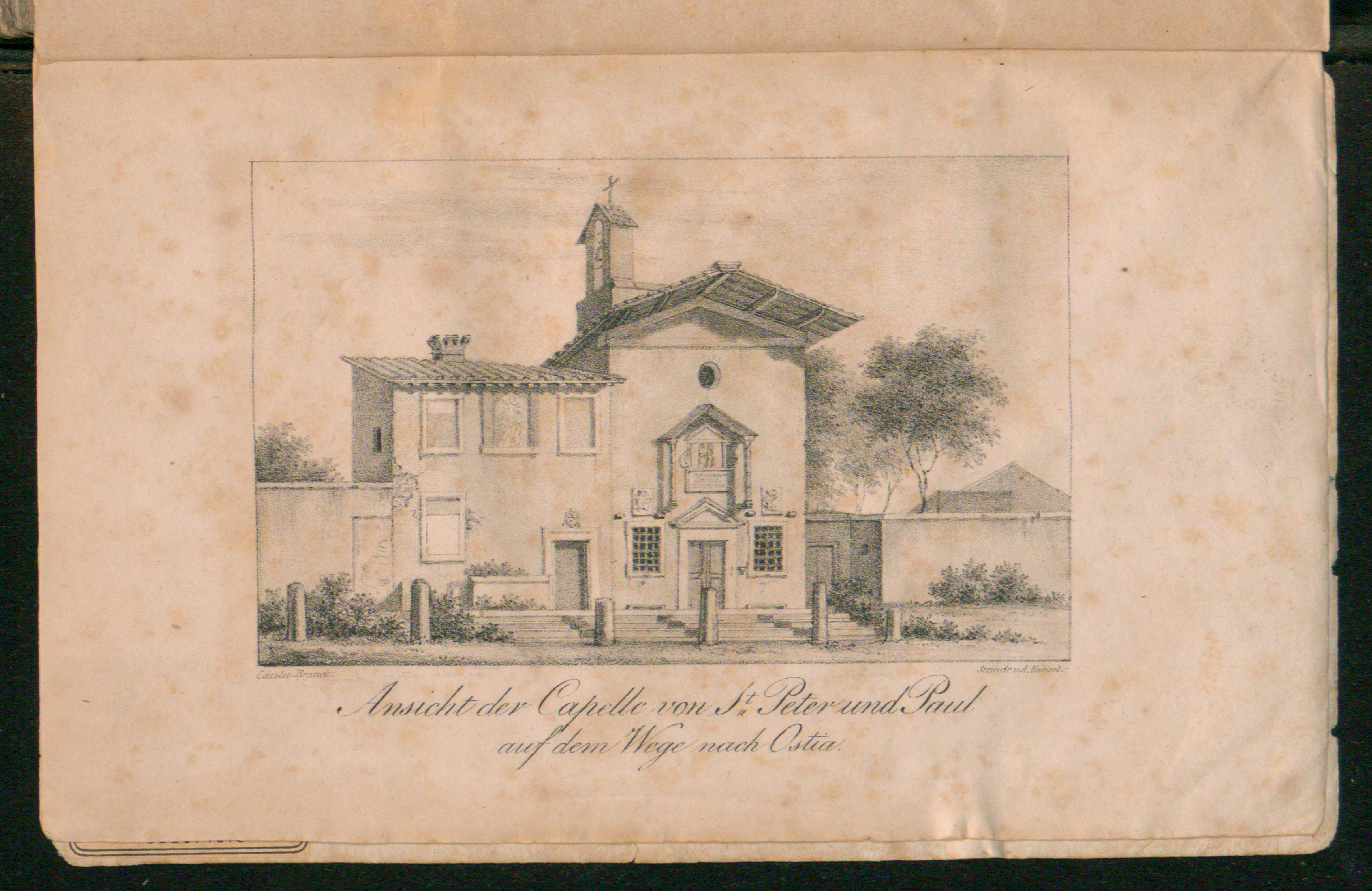
Römisches Leben, 1833

- Cyane und Amandor, eine Schweizergeschichte, meinem Freunde, Herrn Rathsherrn Füßli in Zürich, gewidmet. Herold, Hamburg 1792.[7]
- Friedrich von Matthisson (Hrsg.): Gedichte. Füßli, Zürich 1798.[8]
- Prosaische Schriften. Vier Bände.  Orell, Füssli & Comp., Zürich 1799–1801.
- Das Alpröslein am Sunde. In: Der Neue Teutsche Merkur, Jahrgang 1800, S. 6–8 (online bei ANNO). (Hierzu Musik von Christoph Ernst Friedrich Weyse komponiert.)
- Grabgesang des abgeschiedenen Jahrhunderts. 1800. Vertont von Friedrich Ludwig Æmilius Kunzen
- Tagebuch einer Reise durch die östliche, südliche und italienische Schweiz. Brummer, Kopenhagen 1800. (Digitalisat)
- Das Gewitter. In: Karl Siegmund von Seckendorff (Hrsg.): Neujahrs Taschenbuch von Weimar. Weimar 1801.[9]
- Die Schlacht bei Kopenhagen am Gründonnerstage 1801. In: Wilhelm Gottlieb Becker (Hrsg.): Erholungen. Band 4. Voß und Compagnie, Leipzig 1801.[10][11]
- Episoden aus Reisen durch das südliche Deutschland etc. Orell, Füßli, Zürich 1806.
  - Band 1 (Digitalisat)
  - Band 3, 1818 (Digitalisat)
- Sitten- und Landschaftsstudien von Neapel und seinen Umgebungen. Hartleben, Leipzig 1818. (Digitalisat)
- Briefe aus Rom. Arnold, Dresden 1820. (Digitalisat)
- Gedichte. 1795, 1812, 1820.
- Wahrheit aus Morgenträumen und Idas ästhetische Entwickelung. Sauerländer, Aarau 1824. (Digitalisat)
- Römisches Leben. Brockhaus, Leipzig 1833. (Digitalisat Erster Theil), (Digitalisat 2. Theil)